# Panina
Panina é uma das 2 subtribos de Hominini, juntamente com Hominina.

## Classificação
- Género Pan
  - Pan troglodytes (Chimpanzé-comum)
    - Pan troglodytes troglodytes (Chimpanzé-central)
    - Pan troglodytes verus (Chimpanzé-ocidental)
    - Pan troglodytes ellioti (Chimpanzé-da-Nigéria-Camarões)
    - Pan troglodytes schweinfurthii (Chimpanzé-oriental)

  - Pan paniscus (Bonobo ou chimpanzé-pigmeu)
- Género Sahelanthropus † ?
  - Sahelanthropus tchadensis † ?
- Género Orrorin † ?
  - Orrorin tugenensis † ?